# Ferruccio Novo
Ferruccio Novo (Torino, 1897. március 22. – Laigueglia, 1974. április 8.) olasz labdarúgóhátvéd, edző, klubelnök. 